# Smittina ectoproctolitica
Smittina ectoproctolitica är en mossdjursart som beskrevs av Moyano 1982. Smittina ectoproctolitica ingår i släktet Smittina och familjen Smittinidae. Inga underarter finns listade i Catalogue of Life.